# Roman Rusinov
Roman Rusinov, né le 21 octobre 1981 à Moscou, est un pilote automobile russe.
Premier pilote russe à remporter une course en dehors de son pays lors de la finale du Championnat de France de Formule Renault en 2000, sa carrière est principalement concentrée sur l'endurance. Il est associé au G-Drive Racing depuis son lancement en 2012.

## Palmarès
- Le Mans Series
  - Vainqueur de la catégorie LMP675 des 1 000 kilomètres du Mans 2003
  - Champion dans la catégorie GT en 2004
  - Vainqueur de la catégorie GT1 des 1 000 kilomètres de Catalogne 2009
  - Champion de l'European Le Mans Series 2018 avec Andrea Pizzitola

- Championnat du monde d'endurance FIA
  - 4 victoires dans la catégorie LMP2 en 2013 à São Paulo, à Circuit des Amériques, à Shanghai et à Bahreïn.
  - 4 victoires dans la catégorie LMP2 en 2014 à Silverstone, à Spa, à Shanghai et à Fuji.
  - 4 victoires dans la catégorie LMP2 en 2015 à Silverstone, à Circuit des Amériques, à Fuji et à Bahreïn.
  - 3 victoires dans la catégorie LMP2 en 2016 à Fuji, à Shanghai et à Bahreïn.
  - 1 victoire dans la catégorie LMP2 en 2017 à Spa.

## Résultats aux 24 heures du mans
| Année | Equipe             | Coéquipiers                       | Voiture                     | Classe | Tours | Pos.        | Class Pos.  |
| ----- | ------------------ | --------------------------------- | --------------------------- | ------ | ----- | ----------- | ----------- |
| 2008  | IPB Spartak Racing | Peter Kox Mike Hezemans           | Lamborghini Murciélago R-GT | GT1    | 266   | Non-Classé  | Non-Classé  |
| 2009  | Team Modena        | Leo Mansell pl:Pierre Ehret       | Ferrari F430 GTC            | GT2    | 314   | 27e         | 7e          |
| 2012  | Signatech-Nissan   | Pierre Ragues Nelson Panciatici   | Oreca 03                    | LMP2   | 351   | 10e         | 4e          |
| 2013  | G-Drive Racing     | John Martin Mike Conway           | Oreca 03                    | LMP2   | 327   | Disqualifié | Disqualifié |
| 2014  | G-Drive Racing     | Olivier Pla Julien Canal          | Morgan LMP2                 | LMP2   | 120   | Abandon     | Abandon     |
| 2015  | G-Drive Racing     | Julien Canal Sam Bird             | Ligier JS P2                | LMP2   | 358   | 11e         | 3e          |
| 2016  | G-Drive Racing     | Will Stevens René Rast            | Oreca 05                    | LMP2   | 357   | 6e          | 2e          |
| 2017  | G-Drive Racing     | Pierre Thiriet Alex Lynn          | Oreca 07                    | LMP2   | 20    | Abandon     | Abandon     |
| 2018  | G-Drive Racing     | Andrea Pizzitola Jean-Éric Vergne | Oreca 07                    | LMP2   | 369   | Disqualifié | Disqualifié |
| 2019  | G-Drive Racing     | Jean-Éric Vergne Job Van Uitert   | Oreca 07                    | LMP2   | 364   | 11e         | 6e          |